# Приап
Приа́п (др.-греч. Πρίαπος, также лат. Priapus) — в античной мифологии древнегреческий бог плодородия; полей и садов — у римлян. Изображался с чрезмерно развитым половым членом в состоянии вечной эрекции.
Другое название бога плодородия, согласно Аристофану и Лукиану — Фалет (др.-греч. Φᾰλῆς, Φᾰλῆτος, Φάλης, Φάλητος).
Празднество и торжественное шествие в честь фаллического божества, согласно Плутарху, носило название — фаллефории (др.-греч. φαλλη-φόρια). Торжественная фаллическая песнь, согласно Аристофану, носила название — фалликон (др.-греч. φαλλικόν). Все эти названия однокоренные слову фаллос (др.-греч. φαλλός).

## Происхождение

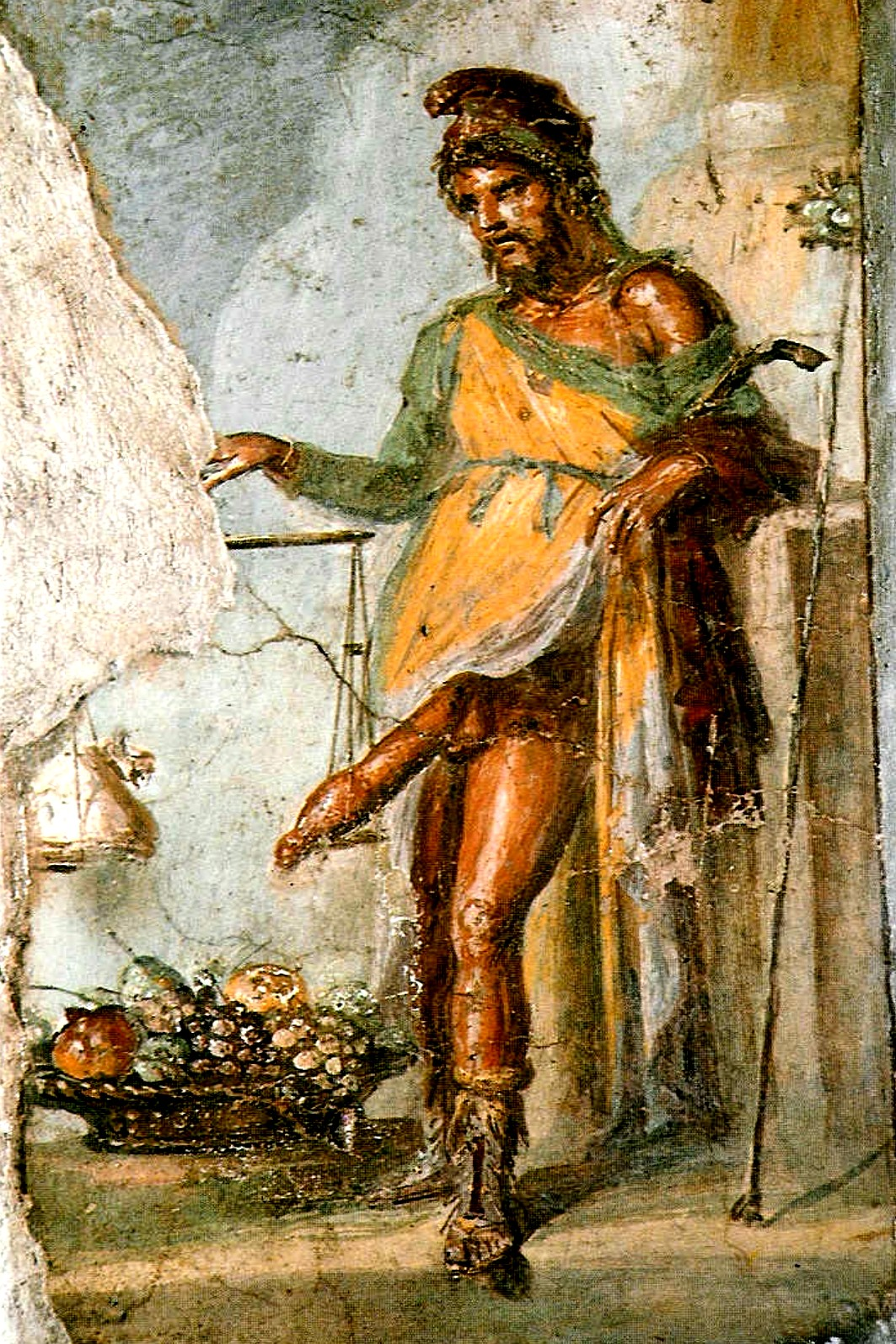
Приап

Сын Диониса и Афродиты; или сын Диониса и нимфы; либо сын Гермеса; или Диониса и Хионы, или Пана, или Адониса, или Сатира.
Афродита родила его в Абарниде (Апарниде) близ Лампсака, но из-за его безобразия отказалась от него. Был изгнан из Лампсака из-за величины члена. Ему поклоняются там, где имеются выгоны коз и овец и где есть пчёлы, но более всего в Лампсаке.
Приап победил говорящего осла Диониса в состязании в длине членов и убил того, по другой версии был побеждён и в гневе убил осла, который был затем вознесён на небо, став одной из звёзд Ослят: гаммы и дельты Рака. В Лампсаке Приап пытался соблазнить Диониса, но неудачно. Есть рассказ, как Приап пытался изнасиловать Весту, но ему помешал осёл, поэтому в Лампсаке ему в жертву приносят ослов. По вифинскому преданию, он обучил Ареса владеть оружием, но не прежде, чем сделал из него плясуна, за это Гера установила десятину от Ареса Приапу.

## Распространение
Первоначально местное малоазийское божество. В классическую эпоху культ Приапа распространился по всей Греции и Италии. В Древнем Риме к нему с большим уважением относились арендаторы, а также бедняки. Первые считали его защитником своих посевов, а вторые — другом простого народа.
Египтяне рассказывают миф о почитании члена Осириса. Также Приап отождествлялся с Протогоном. Сосуды в форме фаллоса называли приапы.
У Гомера и Гесиода он не упоминается. Упоминается в эпиграммах, в буколиках. Иногда его имя упоминается во множественном числе. Его святилище было в Орнеях (Арголида). Культ из Орней перенесён в город Приап.
Тихон — синоним Приапа и Гермеса. Первоначально это аттическое божество, близкое Приапу, фаллическое божество счастливого случая. У Антифана была комедия «Воин, или Тихон».

## Аналоги в других культурах
В Индии  с древних времён распространён культ почитания лингама Шивы  (санскр. - Шивалингам), который многие исследователи считают автохтонным (а не принесенным ариями во втором тысячелетии до новой эры). 
До настоящего времени существуют индусская секта лингаятов, в которой этот атрибут Шивы считается центром культа.